# 宝泉寺 (宝塚市)
宝泉寺（ほうせんじ）は兵庫県宝塚市にある曹洞宗の寺院である。山号は慈雲山。

## 歴史
慶長13年（1608年）、宗徹の開基と伝わる。
この地には、神功皇后の母である高額比売命（たかぬかひめのみこと）を祀った古墳があり、この高額塚（たかぬかつか）が宝塚（たからづか）へ転訛したのが宝塚の地名の由来の1つとなっている。

## 伽藍
山門、本堂、鐘楼 

## 所在地・交通
兵庫県宝塚市宮の町12-9
- 阪急宝塚線清荒神駅から徒歩5分
- 阪急今津線宝塚南口駅から徒歩9分
- JR宝塚線、阪急宝塚線宝塚駅から徒歩11分